# Rubbiano (Solignano)
Rubbiano è una frazione del comune di Solignano, in provincia di Parma.
La località dista 10,82 km dal capoluogo.

## Geografia fisica
La frazione sorge alla quota di 166 m s.l.m., all'estremità nord-orientale del territorio comunale, nel lembo di terra stretto tra il fiume Taro e il torrente Ceno in corrispondenza della loro confluenza.

## Storia
Il territorio di Rubbiano risultava abitato già durante il Neolitico, quando un insediamento si sviluppò sul terrazzo fluviale compreso tra il Taro e il Ceno.
In epoca medievale il borgo di Rubiano fu citato per la prima volta nel 1028, quando Ildegarda, figlia di Oddone il Salico, lo vendette, unitamente al castello, all'adiacente cappella e a numerose altre terre, alla chiesa di San Pietro di Parma.
Nel 1472 il duca Galeazzo Maria Sforza assegnò Pellegrino e le pertinenze di Pessola, Carpadasco, Rubbiano, Mariano, Mercato, Careno, Ceriato, Metti, Pozzolo, Rigollo, Besozzola, Montesacco, Iggio, Aione, Borla, Varone, Val Mozzola e Gusaliggio al cugino Lodovico Fogliani, al quale concesse la facoltà di aggiungere al proprio il cognome Sforza.
Entro il XVII secolo l'abitato di Rubbiano fu ricostruito più a valle, in prossimità del fiume Taro; nel 1617 vi fu costruito un oratorio intitolato a sant'Agnese, che nel 1629 divenne la nuova sede parrocchiale, in sostituzione dell'antica chiesa abbandonata.
Nel 1647 il duca di Parma Ranuccio II Farnese elevò il feudo a contea e lo assegnò a Lodovico e Gian Francesco Cantelli; gli eredi di quest'ultimo mantennero i diritti su Rubbiano fino alla loro abolizione sancita da Napoleone nel ducato di Parma e Piacenza nel 1805.
In seguito la località divenne frazione del nuovo comune (o mairie) di Solignano.

## Monumenti e luoghi d'interesse

### Chiesa dei Santi Antonino e Fermo

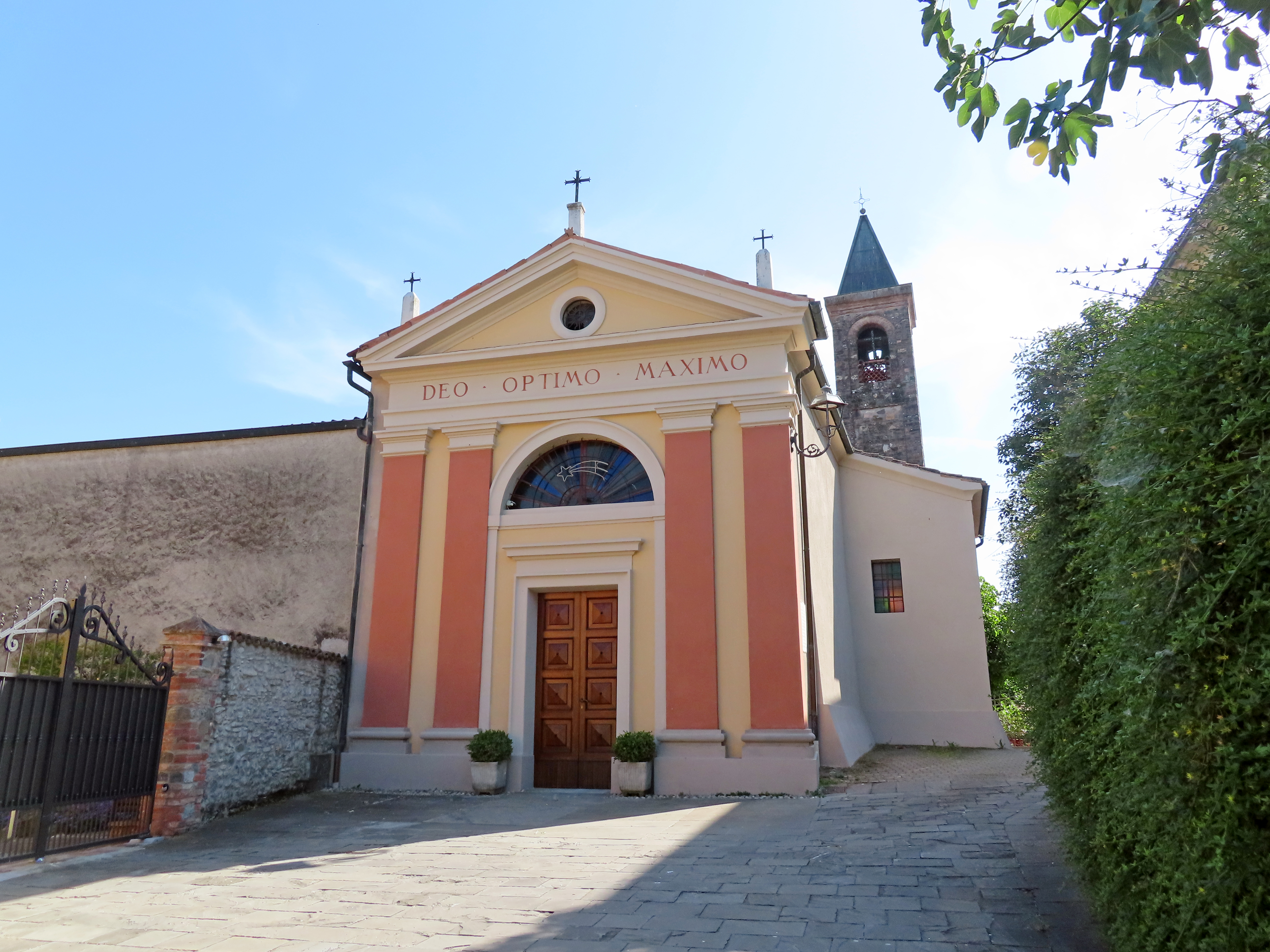
Chiesa dei Santi Antonino e Fermo

Edificata originariamente all'esterno del castello, la chiesa fu ricostruita nel 1619 nel nuovo centro abitato di valle e ampliata dopo circa dieci anni; ristrutturata nel 1892, fu restaurata e parzialmente modificata nel 1961. Il luogo di culto, caratterizzato dalla facciata neoclassica, è internamente decorato con paraste doriche ai lati e con affreschi sulle volte a botte lunettate della navata e del presbiterio.

### Castello
Menzionato per la prima volta nel 1028 tra i beni venduti dalla nobile Ildegarda alla chiesa di San Pietro di Parma, il castello, posizionato probabilmente a monte del borgo odierno, fu successivamente abbandonato, fino alla sua completa scomparsa.

### Villa Ruffini
Costruita in epoca remota, la villa in pietra è preceduta da un'ampia corte, accessibile attraverso un portale ad arco a tutto sesto ornato con lesene doriche; l'ampio edificio in pietra è sormontato da una torre colombaia, coronata da un'altana affacciata verso il Taro; il grande giardino sul retro, cinto da un muro con torrione angolare, si allunga sul pendio fino a lambire la riva del fiume.

### Casatorre con balchio

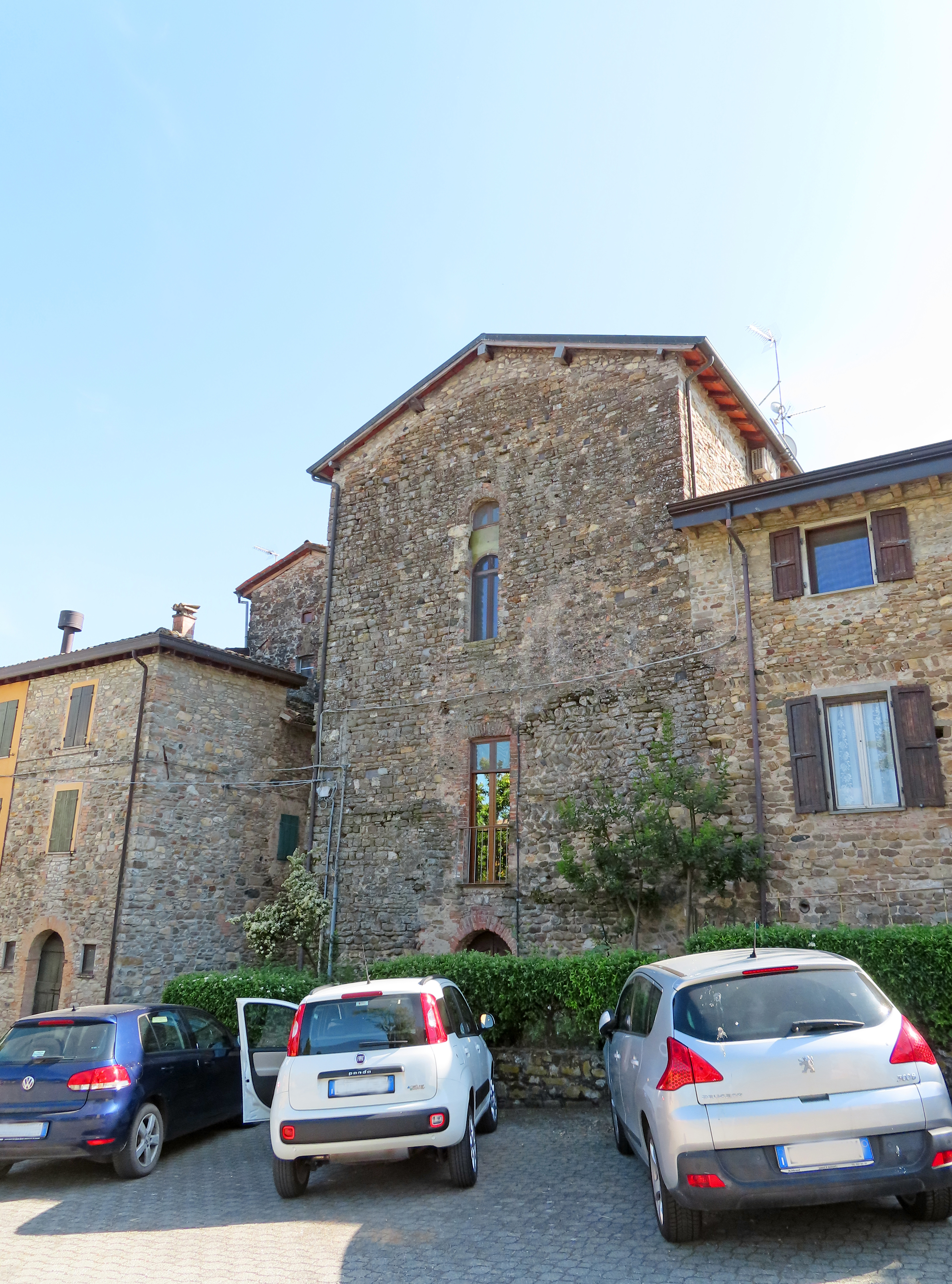
Casatorre con balchio

Costruita in epoca remota, la casatorre fu successivamente arricchita del balchio, ossia della scala coperta d'ingresso, e fu ampliata con la costruzione di due più bassi corpi di fabbrica destinati rispettivamente a residenza e fienile. L'edificio in pietra, elevato su quattro livelli, è caratterizzato dall'ingresso posto al primo piano, raggiungibile tramite una scala coperta; in sommità si staglia un frontone triangolare con cornice in mattoni disposti a denti di sega.

### Casatorre
Costruita in epoca remota, la casatorre fu successivamente ampliata con due più bassi corpi di fabbrica destinati rispettivamente a residenza e fienile. L'edificio in pietra, elevato su quattro livelli, è caratterizzato dalla presenza di una portafinestra con balaustra in ferro, aperta al primo piano nel mezzo della facciata principale; in sommità è ancora visibile l'antica colombaia.

## Economia
L'economia della frazione è legata al quartiere industriale che si sviluppa in adiacenza all'autostrada A15; nel 1965 la Barilla vi aprì un ampio stabilimento per la realizzazione di prodotti da forno, cui nel 2012 affiancò un nuovo grande impianto destinato alla produzione di sughi.

## Infrastrutture e trasporti
La frazione, prossima al casello di Fornovo di Taro, è affiancata dall'autostrada A15, che separa il centro abitato dal quartiere industriale.
A sud-ovest del borgo si trova un'aviosuperficie in erba ufficialmente riconosciuta dall'Ente nazionale per l'aviazione civile.